# Trachypteris (Plantae)
Trachypteris, rod papratnjača iz porodice bujadovki (Pteridaceae) raširen po tropskoj Americi (3 vrste) i Madagaskaru (1 vrsta). U bazi podataka na popisu je 4 vrste.
Rod je opisan 1899.

## Vrste
1. Trachypteris drakeana C.Chr.
2. Trachypteris gilliana (Baker) Svenson
3. Trachypteris induta (Maxon) R.M.Tryon & A.F.Tryon
4. Trachypteris pinnata (Hook.fil.) C.Chr.

## Sinonimi
- Saffordia Maxon
- Heteroglossum Diels